# Tazzarine
Tazzarine (en àrab تازارين, Tāzārīn; en amazic ⵜⴰⵣⴰⵔⵉⵏ) és una comuna rural de la província de Zagora, a la regió de Drâa-Tafilalet, al Marroc. Segons el cens de 2014 tenia una població total de 15.169 persones.